# Rheinmetall Neue Panzerkanone 140
Die Rheinmetall Neue Panzerkanone 140, kurz NPzK-140, ist eine Glattrohrkanone im Kaliber 140 mm, die vom deutschen Unternehmen Rheinmetall als Nachfolger der weit verbreiteten 120-mm-Glattrohrkanone L/44 entwickelt wurde. Die Entwicklung der Kanone wurde nach der Produktion von sechs Prototypen und der zugehörigen Wuchtgeschosse nicht fortgeführt.

## Geschichte und Technik
Die Entwicklung der NPzK-140 wurde im Rahmen des Future Tank Main Armament-Programms (FTMA, dt. etwa zukünftige Panzer-Hauptbewaffnung) angestoßen, das von Frankreich, dem Vereinigten Königreich, den Vereinigten Staaten und Deutschland initiiert wurde.
Im Jahr 1997 wurde von Royal Ordnance (heute BAE Systems), GIAT (heute Nexter) und Rheinmetall das Gemeinschaftsunternehmen RGR Armament GmbH in Ratingen gegründet. Es sollte die Entwicklung, Vermarktung und Produktion der Kanone und der dazugehörigen Munition übernehmen.
Die Kanone sollte eine Mündungsenergie von 20 Megajoule (MJ) haben, was eine Verdopplung der Mündungsenergie gegenüber der L/44 bedeutet hätte. Die Kanone sollte mit einem Autolader versehen werden, was eine einfache Integration in bestehende Kampfpanzer erschwert hätte.
Nachdem der Einsatz der Kanone den kostspieligen Austausch der Türme der Kampfpanzer bedeutet hätte und gleichzeitig eine einfachere – und ausreichende – Leistungssteigerung der L/44 durch die Entwicklung der Rheinmetall 120-mm-Glattrohrkanone L/55 und einer verbesserten Munition erreicht werden konnte, wurde auf eine Einführung verzichtet.
Bis heute wurde die Kanone nicht zur Serienreife weiterentwickelt, allerdings flossen Erfahrungen und Materialien, die für die NPzK-140 entwickelt wurden, einerseits in die Entwicklung der 120-mm-Glattrohrkanone LLR/47 und andererseits in den auf der Eurosatory 2016 vorgestellten Demonstrator für eine Hauptbewaffnung einer künftigen Kampfpanzergeneration – die Rheinmetall 130-mm-Waffenanlage L/51 – mit ein.